# كريس رايلي
كريس رايلي (بالإنجليزية: Chris Riley)‏ (3 أغسطس 1982 في الولايات المتحدة - ) هو مدرب كرة قدم ولاعب كرة قدم أمريكي في مركز الدفاع. لعب مع وسترن ماس بيونيرز وتشارلستون بيتري وWilmington Hammerheads FC ‏ وAlbany BWP Highlanders ‏ وGreater Binghamton FC ‏ وبيتسبورغ ريفرهوندز.

## وصلات خارجية
- كريس رايلي على موقع قاعدة بيانات كرة القدم.إي يو (الإنجليزية)